# Biblioteca Nacional de Luxemburgo
La Biblioteca Nacional de Luxemburgo (en francés, Bibliothèque nationale de Luxembourg) es la principal biblioteca del Gran Ducado de Luxemburgo, y gestiona el Depósito Legal en ese país. Aunque el municipio cuenta con una biblioteca desde 1798, su establecimiento como biblioteca nacional del país se dio en 1899. Alberga aproximadamente un millón de documentos, en diversos idiomas.